# 挪威人列表
挪威人按职业分类，可以从以下各列表中查询。
- 挪威君主列表
- 挪威政府首腦列表
- 挪威演员列表（英语：List of Norwegian actors）
- 挪威建筑家列表（英语：List of Norwegian architects）
- 挪威画家列表（英语：List of Norwegian painters）
- 挪威雕刻家列表（英语：List of Norwegian sculptors）
- 挪威电影导演列表（英语：List of Norwegian film directors）
- 挪威裔美国人列表（英语：List of Norwegian Americans）

|  | 本条目是人物相关列表索引。 |